# Operación Alcatraz
La Operación Alcatraz fue una campaña militar llevada a cabo en varias fases entre el 7 de marzo al 30 de octubre de 2007 por las Fuerzas Militares de Colombia contra elementos de los grupos guerrilleros del Ejército Revolucionario del Pueblo (ERP) y el Bloque Caribe de las Fuerzas Armadas Revolucionarias de Colombia - Ejército del Pueblo (FARC-EP) en los departamentos de Bolívar y Sucre. Sin embargo, parte de la campaña militar se centró en la denominada 'Operación Aromo' que buscaba dar muerte al comandante del Bloque Caribe de las FARC-EP, alias 'Martín Caballero'.

## Antecedentes
Las autoridades colombianas empezaron a seguirle la pista a Martin Caballero con la captura de sus hijos Omar David, en Bucaramanga y Ligia Arley en Neiva en mayo de 2007. Las fuerzas Militares colombianas planearon el operativo en un total de siete meses que contó con infiltrados, informantes y una paulatina investigación. El 7 de marzo, tropas del Comando Conjunto del Caribe iniciaron la primera fase de la Operación Alcatraz. Aproximadamente 50 guerrilleros de las FARC, cercanos a Caballero fueron abatidos y 25 más capturados.
Según los militares, Caballero había pasado los tres últimos años evitando salir del área de 'las Aromeras', en el corregimiento Hato Nuevo, en inmediaciones del municipio de Córdoba (Bolívar).

## Operaciones
Las operaciones fueron preparadas a partir del 7 de marzo, del 2007. La Primera Brigada de Infantería de Marina rastreaba a Caballero y ya conocían que se movía permanentemente entre diferentes campamentos, en sitios apartados e inhóspitos donde permanecía de 5 a 10 días máximo. Varios de sus campamentos fueron desmantelados y bombardeados, entre ellos los llamados 'Rancho Quemado', 'Las Tolúas', 'Cerro Gavilán', 'Tres Esquinas' y 'Ciento Veinte'.

### Operación Aromo

Municipio del Carmen de Bolívar, al norte de Colombia. Área donde ocurrió el bombardeo.

A las 5:30 p. m. (UTC-5) del el miércoles, 24 de octubre de 2007, el General Óscar González, Comandante del Comando Conjunto Caribe, ordenó que se desatara la última fase de la operación ‘Aromo’. A las 6:00 p. m. aproximadamente, las bombas fueron lanzadas por aviones de la Fuerza Aérea Colombiana (FAC) en zona rural del sitio conocido como ‘Aromeras sur’, a ocho kilómetros de la zona urbana del municipio del Carmen de Bolívar, en zona selvática de los Montes de María.
Tras el bombardeo, 'comandos jungla' entrenados para combatir en las zonas selváticas realizaron desembarcos desde helicópteros artillados a las 6:55 p. m. y 7:20 p. m. una hora después de iniciados los bombardeos. La mayoría de los miembros de las FARC que salieron ilesos del bombardeo huyeron del campamento, sin llevarse muertos o heridos. Fueron cerca de 4 mil hombres del Ejército y 3 mil de la Infantería de Marina en el operativo
Caballero murió junto a otros 18 guerrilleros en el bombardeo de la 'Operación Alcatraz' (ú Operación 'Aromo'), como se denominó, fue realizada por miembros del Ejército, la Armada y la Fuerza Aérea. Después se determinó que 22 guerrilleros más, entre ellos seis mujeres, murieron en el bombardeo. Las autoridades militares incautaron 22 fusiles, 5 pistolas, un revólver, una ametralladora, 3 lanzagranadas, 85 granadas de 40 milímetros, 11 granadas de mano, 123 proveedores, 3.563 balas de diferentes calibres, 6 radios, 2 computadores portátiles, 16 artefactos explosivos tipo balón bomba, 59 kilos de explosivos y una planta eléctrica y 79 millones de pesos en efectivo.
Tras verificar la muerte del jefe de las FARC, alias 'Martin Caballero" los militares avisaron a los altos mandos, al ministro Juan Manuel Santos y al presidente Álvaro Uribe. Junto a Martin Caballero murieron otros 18 miembros de las FARC y tres más fueron capturados. Según el gobierno colombiano, el frente 37 de las FARC quedó prácticamente desmantelado.
La muerte de Caballero constituyó el tercer jefe de importancia que la fuerza pública colombiana daba de baja; el primero siendo Milton Sierra Gómez alias 'JJ', que operaba en la costa del océano Pacífico colombiano y luego, Tomás Medina Caracas alias 'Negro Acacio', jefe del Frente 16 de las FARC.

### Muertos
Algunos de los fallecidos en la operación Alcatraz:
- alias Martin Caballero
- Rafael Antonio Loaiza Cardona, alias 'Camacho', jefe de finanzas del Frente 37 de las FARC. El gobierno colombiano ofrecía una recompensa de $68 millones de pesos colombianos.
- Jairo Pineda Romero, alias 'El Zorro' o 'Robinson'. Encargado de hacer retenes sobre la vía entre Zambrano y el Carmen de Bolívar.
- alias 'Nubia'
- alias 'Yeni'
- alias 'Edilma'
- alias 'Mary Luz'
- alias 'Adelmo'
- cuatro cuerpos restantes identificados como N.N.

## Reacciones

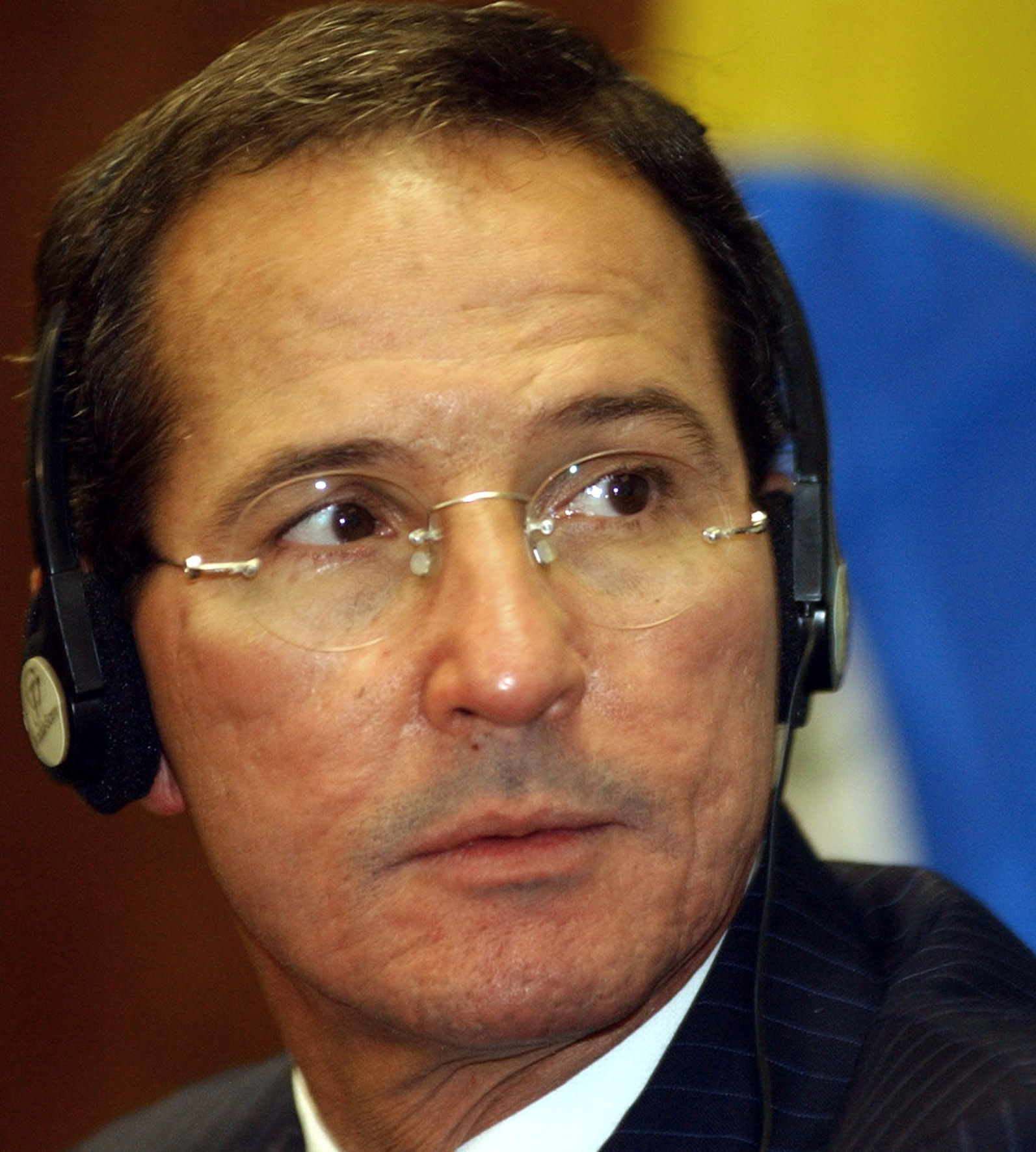
El entonces canciller Fernando Araújo, víctima del secuestro por parte de las FARC.

Amer Bayuelo, alcalde del municipio del Carmen de Bolívar decreto día cívico en la población. Hubo celebraciones por parte de la población al conocer la muerte de Caballero y de los integrantes del frente 37.
El 25 de octubre de 2007, el ministro de defensa Juan Manuel Santos fue recibido en el Carmen de Bolívar con aplausos y dijo:

"...este es un paso importante para la seguridad de la zona que traerá bienestar y progreso a la región. "Los habitantes de esta zona son testigos del régimen de terror que este bandido y sus secuaces habían implantado hacía muchos años. Aquí nadie podía vivir tranquilo, y sin miedo porque este personaje estaba siempre al acecho creando pobreza, violencia y caos. "Había un mito en torno a 'Martín Caballero' y era que nadie lo podía coger. Era un bandido cruel, hábil y astuto. El Comandante de la Fuerzas Armadas decía que le habían hecho más de 200 operativos sin haberlo podido coger. Por eso la gente está ansiosa de ver su cadáver para cerciorarse de que no era un mito y ahí está su cadáver que demuestra que es hoy una realidad".

El exministro de desarrollo y canciller en funciones Fernando Araújo, que fue víctima del secuestro por parte de Martin Caballero y el frente 37 dijo al respecto:

"Hay un hecho que relata su condición de sicópata. En una ocasión lo vi vestir una gorra en donde tenía cosidos los distintivos de algunos soldados que habían muerto por las minas que ellos colocaban, y él lo que hacía era recortar el nombre del militar y lo ponía en su gorra. Eso me pareció terriblemente cruel".

## Deserciones en las FARC
Según datos de la Armada de la República de Colombia, varios miembros de las FARC se entregaron a la justicia colombiana. Entre los miembros de las FARC estaba alias “Estivenson” cabecilla de escuadra de la compañía 'Pedro Góngora Chamorro' del Frente 37 de las FARC, se entregó de forma voluntaria ante las tropas del Comando Conjunto Caribe y fue ingresado al Programa de Atención Humanitaria al Desmovilizado del Gobierno Nacional. Junto a 'Estivenson' se entregó su compañera alias 'Mónica', que también pertenecía al frente 37. Días después se desmovilizó en zona rural del municipio del El Carmen de Bolívar alias 'Walter', explosivista perteneciente a la compañía Che Guevara del frente 37 de las FARC. los tres guerrilleros infiltrados y que aun siguen en la fila de las FARC - ep sin que nada les pase son alias el Ruso quien es cabecilla de comisión de esa estructura, alias Mario Managua quien fue el que llegó a Venezuela cambiando la versión ante el secretariado de las farc, y una mujer.